# Maria Teresa Sobieska
Maria Teresa Sobieska (* 18. Oktober 1673 in Gniew; † 7. Dezember 1675 in Schowkwa) war eine polnische Prinzessin, Tochter von Johann III. Sobieski und Marie Casimire Louise de la Grange d’Arquien.

## Biographie
Maria Teresa wurde von ihren Eltern Menonka genannt. Als ihr Vater König wurde, entschied er, dass er seine beiden Töchter während der Krönungsfeierlichkeiten taufen lassen wollte. Der König Karl II. von England und die Königin Marie Therese von Frankreich (ehemalige Infantin Maria Teresa) sollten Maria Teresas Paten werden. Doch sie starb wenige Monate vor der Krönung ihres Vaters. Der Tod der geliebten Tochter stürzte Sobieski in tiefe Verzweiflung, die sich in den Briefen der Ehegatten während dieser Zeit niederschlugen. Maria Teresa Sobieska wurde in der Pfarrkirche in Schowkwa begraben.